# Râul Ceremuș
Râul Ceremuș  (în poloneză Czeremosz și în ucraineană Черемош, transliterat: Ceremoș) este un râu din vestul Ucrainei, afluent de dreapta al râului Prut. Are o lungime de 80 km și o suprafață a bazinului de 2.560 m².

## Geografie
Râul se formează la confluența a două brațe: Ceremușul Alb (51 km lungime) și Ceremușul Negru (87 km lungime), care izvorăsc din Carpații Orientali. El curge în direcția sud-vest - nord-est și formează granița între regiunile ucrainene Ivano-Frankivsk (la vest) și Cernăuți (la est). 
Este un râu tipic de munte, cu debite mari de curgere. Debitul mediu este de 26,6 m³/s în amonte de vărsare. Pe râu se află mai multe praguri cu pante abrupte stâncoase (cu înălțimea de cădere de până la 1,6 m), coturi și un fund stâncos. În partea superioară au fost construite baraje pentru a evita pericolul de inundații și a permite o mai eficientă alimentarea cu apă a localităților riverane. Pe măsură ce se apropie de vărsare, lățimea canalului crește de la 15–25 m (în zona montană) la 80–120 m și chiar 350 m.
Malurile râului sunt împădurite. În zona montană se află molizi și brazi, iar în cea de vale este pădure de foioase. Regimul său este preponderent pluvial. 
Apele Ceremușului scaldă orașele Cuturi (Kuti), Vijnița, Vășcăuți și Nepolocăuți. Ambele maluri din partea superioară a râului sunt locuite de huțuli.
Ceremușul se varsă în râul Prut în dreptul orașelor Sniatin și Nepolocăuți.

## Afluenți
Ceremușul are mai mulți afluenți, majoritatea de dimensiuni mici. Cel mai mare afluent este râul Putila. Unele secțiuni de curgere ale sale au nume diferite.

## Aspecte economice
Apele Ceremușului sunt utilizate pentru alimentare cu apă și pescuit. În partea superioară, viteza mare de curgere a apei o face propice pentru practicarea de sporturi nautice: rafting și sporturi extreme montane. 
Pe anumite porțiuni, râul poate fi navigabil pentru ambarcațiuni mici.

## Istorie
Ceremușul curge de-a lungul frontierei dintre regiunile istorice Bucovina de Nord și Galiția, care aparțin astăzi Ucrainei. 
În Evul Mediu și epoca modernă timpurie, acest râu a format granița dintre Principatul Moldovei și Regatul Poloniei. 
Între anii 1919-1939, granița între Polonia și România a fost stabilită pe Ceremuș, care a devenit râu de frontieră. 

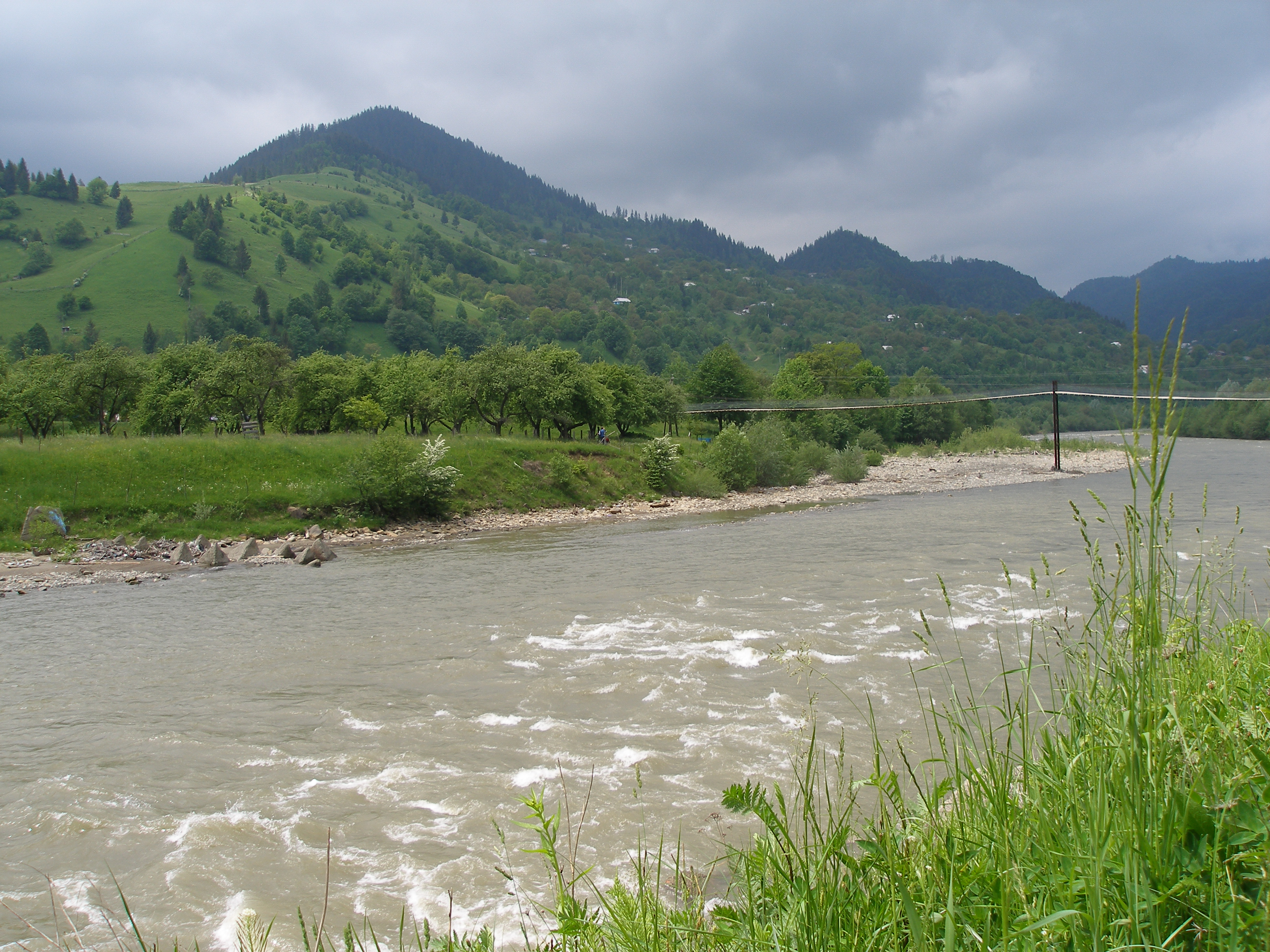
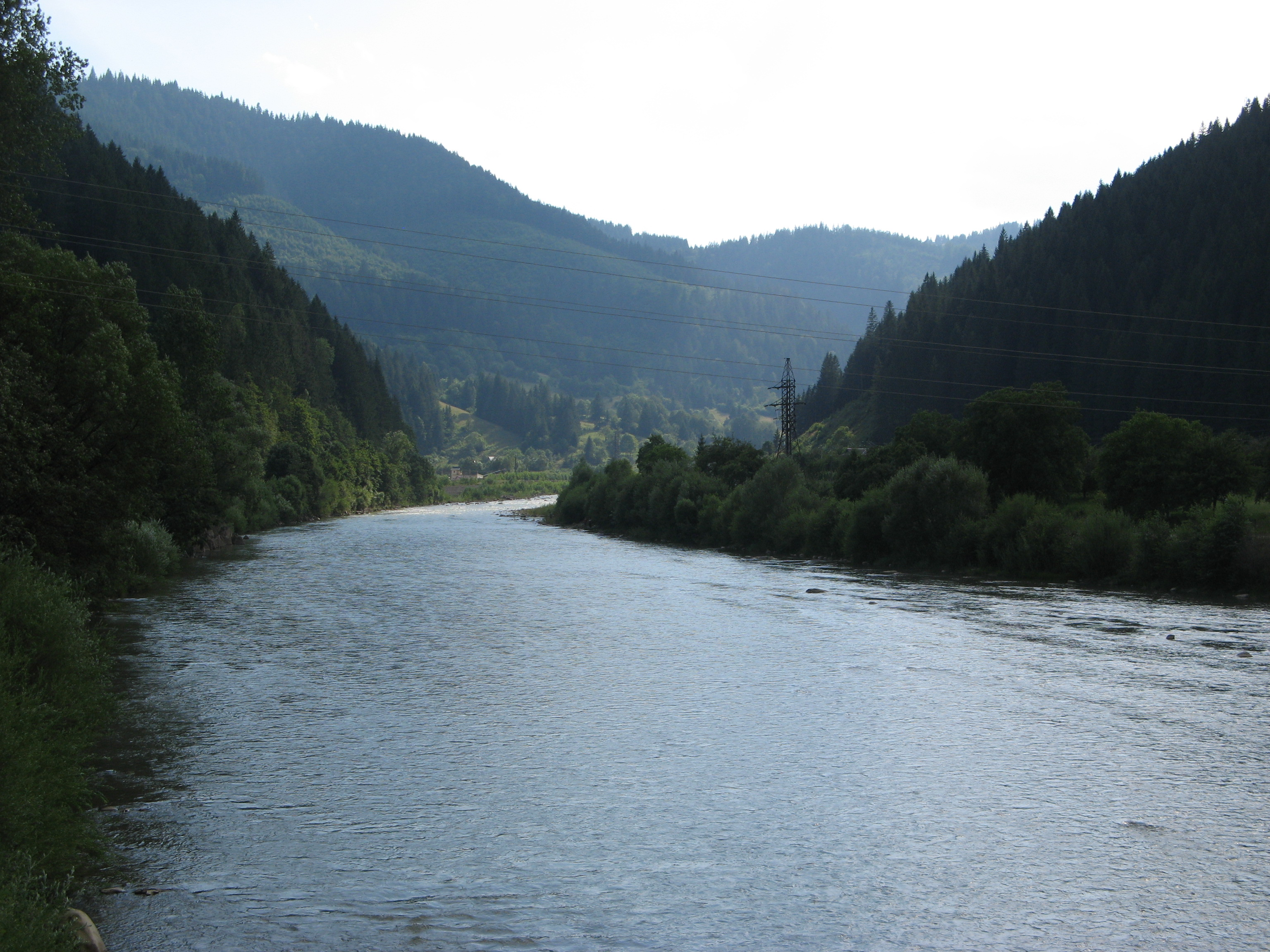
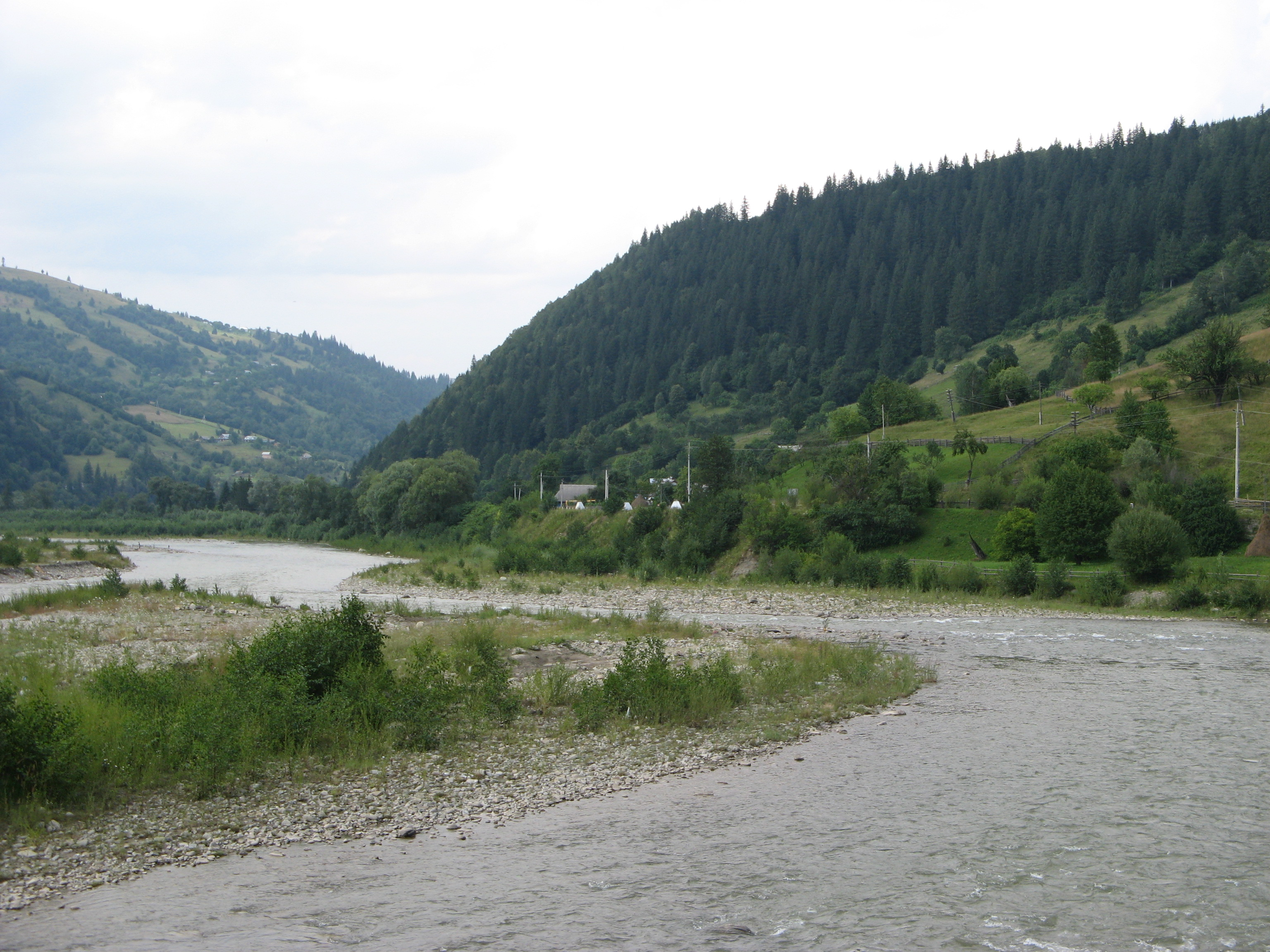
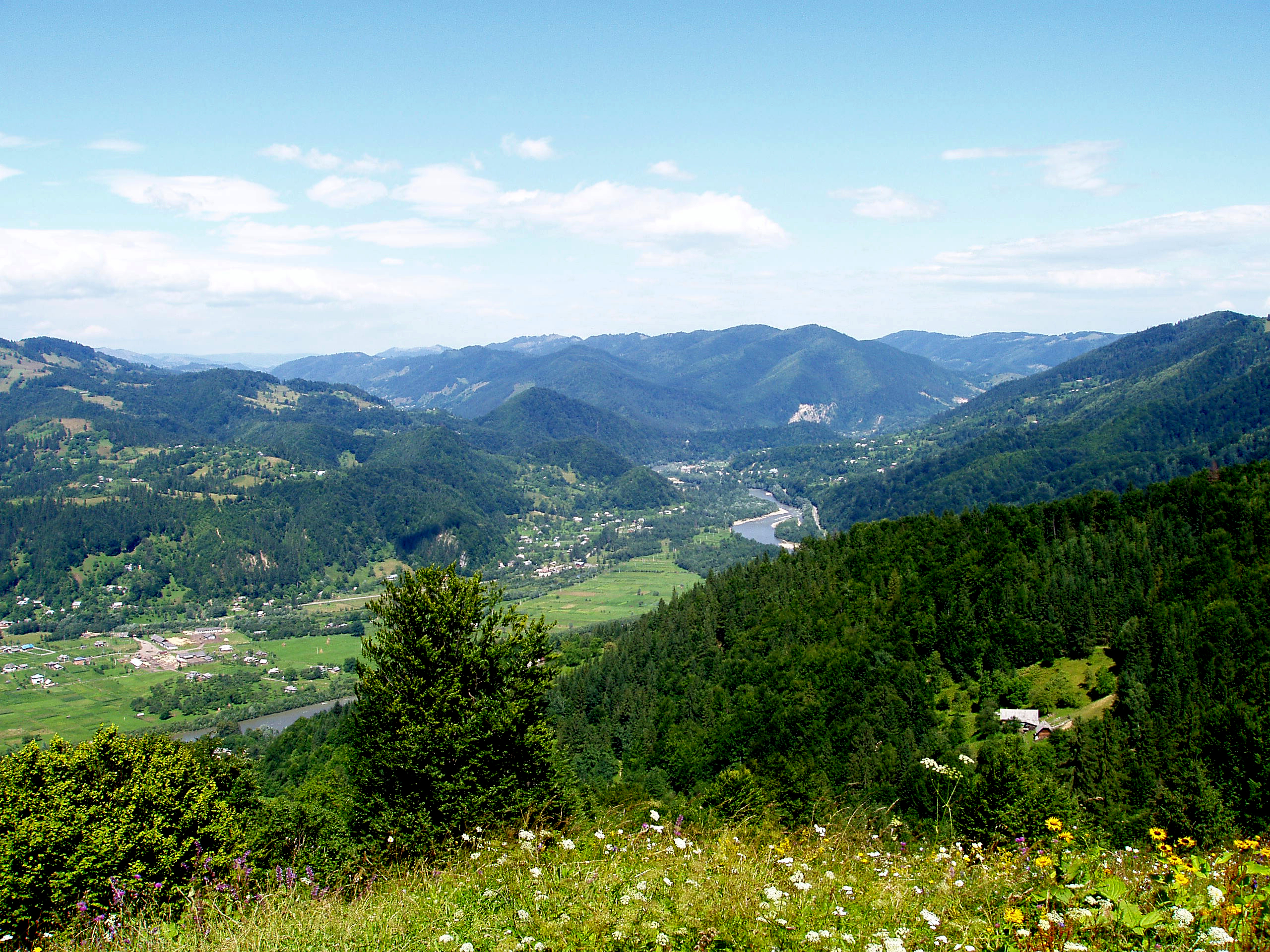
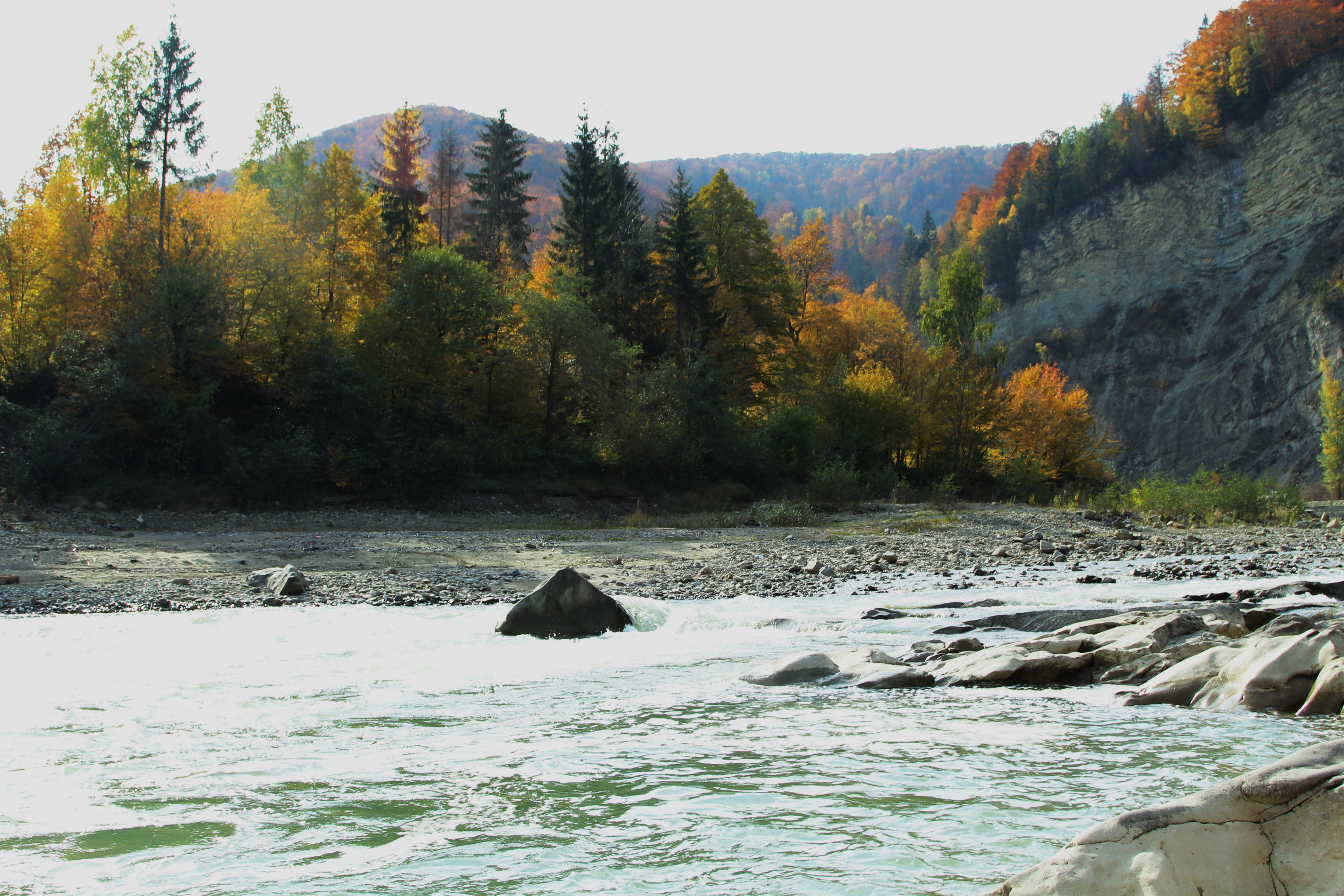
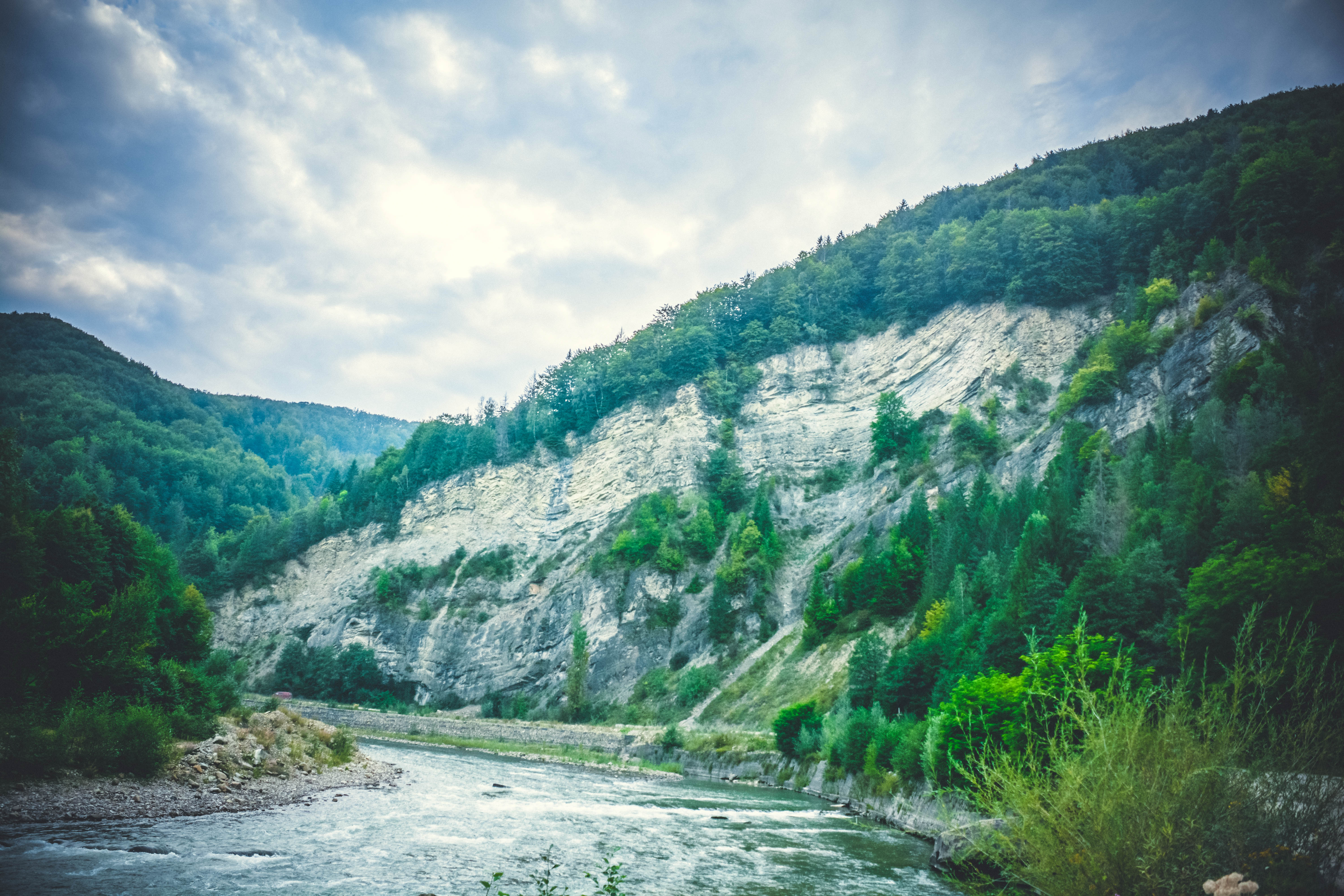
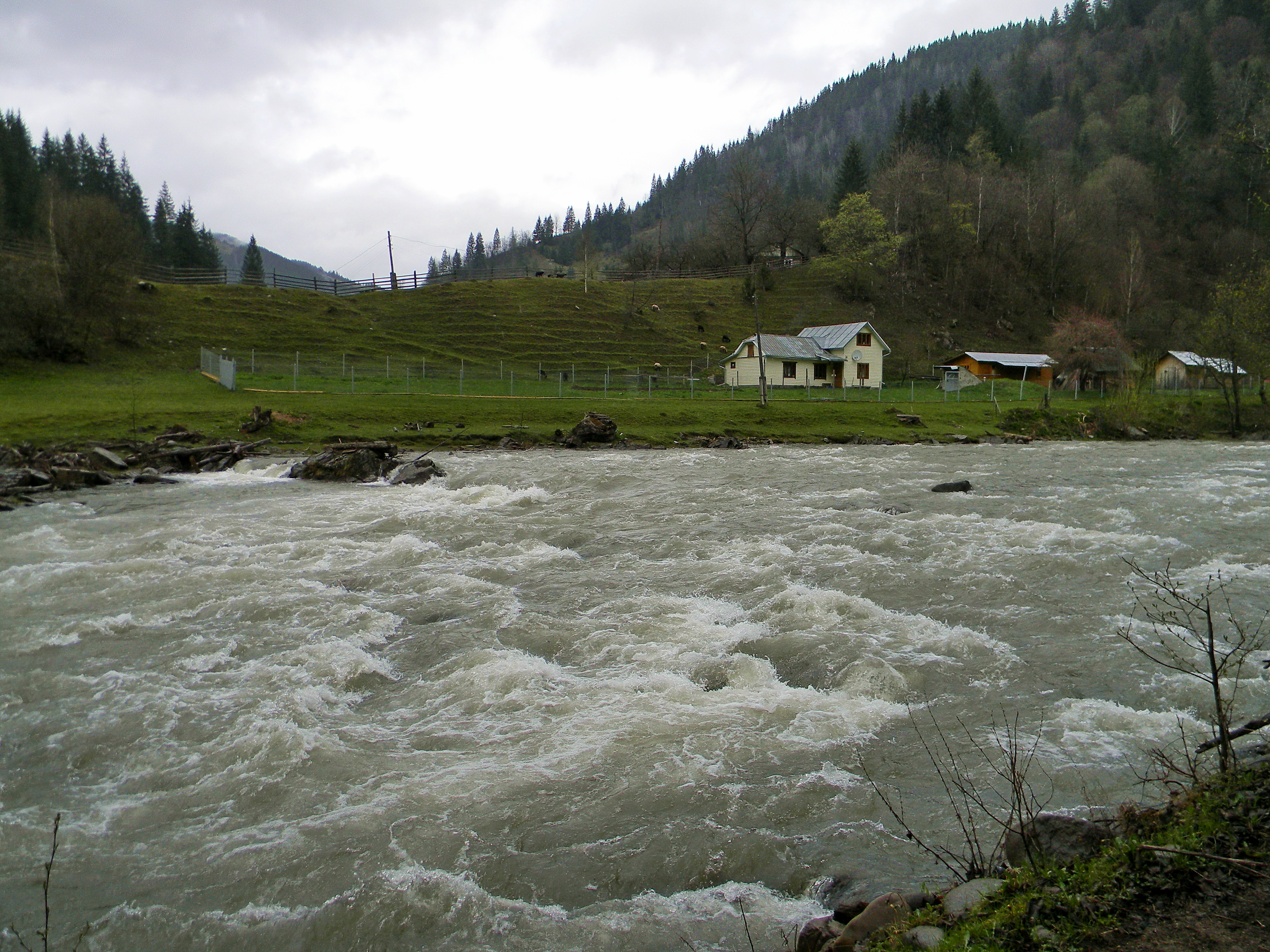
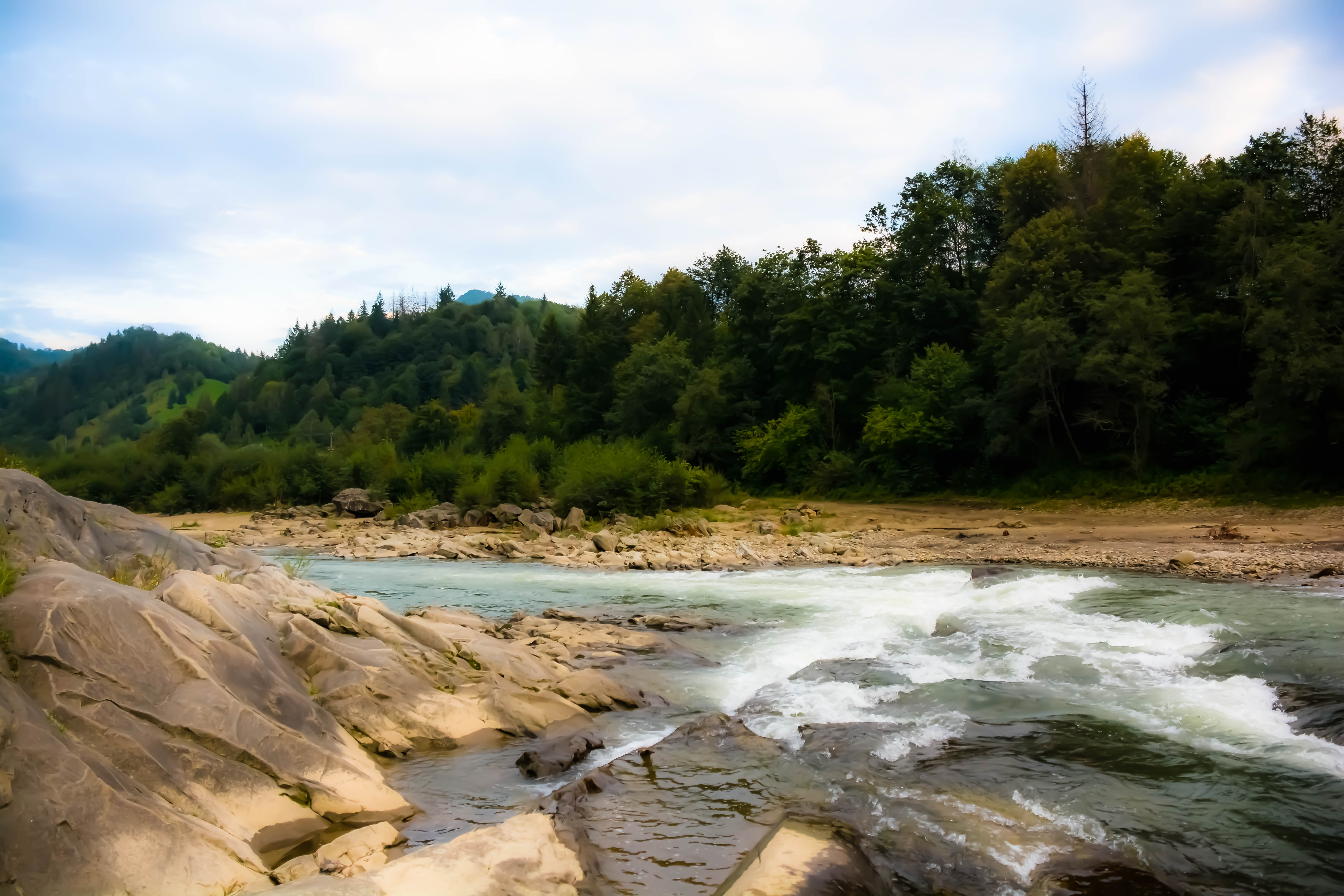